# Barkudia melanosticta
Barkudia melanosticta е вид влечуго от семейство Сцинкови (Scincidae).

## Разпространение
Видът е разпространен в Индия (Андхра Прадеш).